# Адамове (станція)
Адамо́ве (біл. Адамо́ва) — проміжна залізнична станція 5-го класу Вітебського відділення Білоруської залізниці на лінії Полоцьк — Бігосово між станцією Баравуха (9,1 км) та зупинним пунктом Підозерці (3,9 км). Розташована в однойменному селі Адамове Полоцького району Вітебської області.

## Історія
Станція відкрита 1876 року на вже діючій Риго-Орловської залізниці. Пасажирська будівля станції Адамове, 1872 року побудови, мала вигляд окремої двоповерховоїу рубаної дерев'яної споруди, покрівля складалася з металочерепиці на дерев'яній обрешітці. На першому поверсі розташовувалися приміщення котельні, шляховиків, квиткової каси, чергового вокзалу та зал чекання. Другий поверх, після ремонту у 2008 році, не експлуатувався. 
21 січня 2012 року, за інформацією МНС Білорусі, під час виникнення пожежі в кімнаті чергового по станції на першому поверсі знаходилася працівниця. Почувши гул, вона вийшла на вулицю і побачила, що відбувається відкрите горіння горищного приміщення котельні, і повідомила про це пожежників. До місця події виїхали 5 одиниць пожежної техніки та пожежний поїзд станції Полоцьк. В результаті пожежі знищено покрівлю, перекриття, майно, частково стіни будівлі. За попередніми даними причиною пожежі стала тріщина в димоході. Пасажирська будівля станції так і не була відновлена. На місці зруйнованої будівлі встановлений пасажирський павільйон для очікування поїздів.

## Пасажирське сполучення
На станції Адамове зупиняються регіональні поїзди економкласу сполученням Полоцьк — Бігосово.